# Санбрайт (Теннессі)
Санбрайт (англ. Sunbright) — місто (англ. city) в США, в окрузі Морган штату Теннессі. Населення — 519 осіб (2020).

## Географія
Санбрайт розташований за координатами 36°14′36″ пн. ш. 84°40′51″ зх. д. / 36.24333° пн. ш. 84.68083° зх. д. (36.243275, -84.680704).  За даними Бюро перепису населення США в 2010 році місто мало площу 9,79 км², уся площа — суходіл. В 2017 році площа становила 8,99 км², уся площа — суходіл.

## Демографія
Згідно з переписом 2010 року, у місті мешкали 552 особи в 217 домогосподарствах у складі 156 родин. Густота населення становила 56 осіб/км².  Було 276 помешкань (28/км²).
Расовий склад населення:
| - 98,9 % — білих - 0,4 % — корінних американців - 0,2 % — чорних або афроамериканців |

До двох чи більше рас належало 0,5 %. Частка іспаномовних становила 0,7 % від усіх жителів.
За віковим діапазоном населення розподілялося таким чином: 23,2 % — особи молодші 18 років, 59,2 % — особи у віці 18—64 років, 17,6 % — особи у віці 65 років та старші. Медіана віку мешканця становила 40,8 року. На 100 осіб жіночої статі у місті припадало 85,9 чоловіків;  на 100 жінок у віці від 18 років та старших — 90,1 чоловіків також старших 18 років.
Середній дохід на одне домашнє господарство  становив 53 080 доларів США (медіана — 38 000), а середній дохід на одну сім'ю — 58 582 долари (медіана — 39 375). За межею бідності перебувало 25,2 % осіб, у тому числі 38,8 % дітей у віці до 18 років та 17,9 % осіб у віці 65 років та старших.
Цивільне працевлаштоване населення становило 180 осіб. Основні галузі зайнятості: освіта, охорона здоров'я та соціальна допомога — 26,7 %, виробництво — 12,2 %, публічна адміністрація — 11,1 %.